# Yokohama
Yokohama (jap. 横浜市 Yokohama-shi) je grad u Japanu, glavni grad prefekture Kanagawa. Grad, kojeg nastanjuje 3,5 milijuna stanovnika, smješten je u Tokijskom zaljevu južno od Tokija, u regiji Kantō glavnog otoka Honshū. Značajan je trgovački centar u području velikog Tokija s kojim je povezan brojnim željezničkim prugama i autocestama. U Yokohami se nalazi toranj Landmark, s 296 metara visine, najviša zgrada u Japanu.

## Povijest
Yokohama je bila mali ribarski gradić sve do sredine 19. stoljeća. Kada se Japan pod američkim utjecajem počeo otvarati prema svijetu, Yokohama je odabrana kao jedna od nekoliko luka za međunarodnu trgovinu i komunikacije. Luka, otvorena 1859. godine, brzo je postala najznačajnija luka za trgovinu sa svijetom. 
Željeznička pruga koja povezuje Tokio i Yokohamu izgrađena je 1872., što omogućuje uvoz sirovina za šire područje. Na prosperitet Yokohame utjecao je značajan rast japanske industrije. 1923., većim je dijelom uništen u zemlotresu, dok je tijekom drugog svjetskog rata američkim bombardiranjima veći dio grada zapaljen i uništen. Za vrijeme američke okupacije Yokohama je bila najveća transportna baza za snabdijevanje, posebno u doba Korejskog rata. Kasnije je većina američke pomorske aktivnosti preseljena je u Yokosuku.

## Industrija
Industrija u Yokohami je vrlo razvijena. Posebno se ističu čeličane, strojarska, elektro i elektrotehnička industrija, te također i industrije prijevoznih sredstava, biotehnološka, poluvodiča, kemijska, odjeće, prehrambena, brodogradevna i petrokemijska. U gradu svoje sjedište ima kompanija Nissan.

## Klima
Klima je veoma ugodna zbog blizine mora. Srednja godišnja temperatura se kreće između 16 i 17 °C. Srednja temperatura u siječnju je 5,6 °C u a kolovozu 26,4 °C. Godišnja količina padalina iznosi 1630 mm. Najviše padalina ima u lipnju i rujnu.

## Vanjske poveznice
|  | Zajednički poslužitelj ima još gradiva o temi Yokohama |

- Službena stranica city.yokohama.jp  Arhivirana inačica izvorne stranice od 18. siječnja 2009. (Wayback Machine)

- Popis najviših nebodera u Yokohami